# Club Atlético Boca Juniors (futsal)
La sección de futsal del Club Atlético Boca Juniors, fue creada oficialmente en La Boca, Buenos Aires, Argentina, en 1986.Actualmente se desempeña en el Campeonato de Futsal (Primera División del futsal argentino.
El equipo juega sus partidos como local en el «Polideportivo Benito Quinquela Martín».
A nivel local, el club cuenta con 28 campeonatos de Primera División,entre las que se destacan trece ediciones del Campeonato de Futsal (1992, 1993, C. 1997, A. 1998, C. 2003, C. 2011, A. 2012, A. 2013, C. 2013, A. 2014, C. 2014, 2017 y 2020),cinco en el Torneo Nacional de Futsal (2012, 2013, 2014, 2015 y 2017)y 10 copas nacionales, cuatro Supercopas (2018, 2019, 2022 y 2023),una Copa de Oro en 2022, tres en la Copa Álvaro Castro (2011, 2013 y 2014)y dos en la Copa Benito Pujol (1993 y 1998).Además, es el único equipo que disputó todas las temporadas en Primera División.

## Uniforme
El uniforme del Club Atlético Boca Juniors se compone de una camiseta y un pantalón de color azul, con una franja horizontal dorada en el medio de la camiseta. Los colores empleados se inspiraron, supuestamente, en los colores de la bandera de Suecia. A falta de un uniforme definitivo, en 1907, el presidente del club en ese entonces, Juan Brichetto, decidió que se utilizarían los colores de la bandera del primer barco que pasase por el puerto de La Boca, la cual resultó ser de Suecia, aunque la franja horizontal se comenzó a usar a partir de 1912.
El uniforme suplente ha alternado entre amarillo, blanco, negro, gris y rosa. En ocasiones tuvo la franja de color azul o detalles en los contornos.

### Evolución del uniforme titular
| 1986 | 1987 | 1988 | 1989 | 1990 | 1991 | 1992 | 1993 | 1993-1995 | 1995-1996 |

| 1996 | 1996-1997 | 1998-1999 | 2000 | 2001-2002 | 2003-2004 | 2005 | 2006-2008 | 2009-2010 | 2011 |

| 2012 | 2013-2014 | 2015 | 2016 | 2017 | 2018 | 2019 | 2020-2021 | 2022 | 2023 |

| 2024 |

### Evolución del uniforme suplente
| 1986-1988 | 1989-1992 | 1992-1993 | 1993 | 1993-1996 | 1996-1997 | 1998-1999 | 2000 | 2001-2002 | 2003-2004 |

| 2005-2006 | 2007 | 2008 | 2009 | 2010 | 2011 | 2012 | 2013 | 2014 | 2015 |

| 2016 | 2017 | 2018 | 2019 | 2020-2021 | 2022 | 2023 | 2024 |

### Indumentaria
| Período   | Proveedor |
| --------- | --------- |
| 1986–1993 | Adidas    |
| 1993–1996 | Olan      |
| 1996      | Topper    |
| 1996–2019 | Nike      |
| 2020–Act. | Adidas    |

## Rivalidades
- Club Pinocho: "El Clásico del futsal argentino" enfrenta a los dos equipos más ganadores de la Primera División del Campeonato de Futsal AFA, mantienen una rivalidad natural y lógica debido a su hegemonía en el deporte. Ambos conjuntos suelen aportarle muy frecuentemente integrantes al seleccionado nacional y suelen contar con varios de los mejores jugadores que militan en Argentina. Además, definieron entre sí el Torneo Nacional de Futsal en cuatro ocasiones (con dos títulos por lado), campeonato en el que además son los conjuntos más exitosos con cinco títulos para Boca y tres para Pinocho.

- River Plate: El Superclásico también se juega en el futsal, aunque la rivalidad es claramente influenciada por la que estas dos instituciones poseen en el fútbol. Estos equipos son los únicos que han militado todas las temporadas de la Primera División, desde que ésta se creara en 1986 hasta 2019 donde River descendió a la segunda division. Boca Juniors posee una racha actualmente vigente de 14 años sin perder ante el conjunto de Núñez.

- San Lorenzo: la rivalidad con el Ciclón, al igual que la que comparte con River, es heredada del fútbol, pero este clásico es uno de los más importantes del país debido a que San Lorenzo es el tercer equipo más ganador del Futsal, detrás de Boca y Pinocho, y además por la gran cantidad de encuentros decisivos disputados entre ambos.

- Otros: También posee rivalidad con Kimberley Atletic Club por su reciente éxito en los torneos nacionales. Y mantiene cierta rivalidad con los grandes del fútbol argentino Independiente y Racing, más allá de que los clubes de avellaneda estuvieron ausentes en varias oportunidades por desafiliaciones y descensos.

## Datos del club
- Temporadas en Primera División: 39 (1986-2024)
  - Mejor puesto en Primera División: 1.º (13 veces)

- Participaciones en torneos internacionales: 9
  - Copa Libertadores: 8 (2002, 2004, 2010, 2013-2015, 2018, 2022)
  - Copa Intercontinental: 1 (2019)
  - Mejor resultado: (Subcampeón)

- Participaciones en torneos nacionales: 15
  - Torneo Nacional: 9 (2008-2010, 2012-2017)
  - Liga Nacional: 6 (2018-2023)
  - Mejor resultado: 1.º (5 veces)

- Participaciones en copas nacionales: 33
  - Copa Benito Pujol: 12 (1993-2004)
  - Copa Álvaro Castro: 5 (2010-2014)
  - Supercopa: 4 (2018-2019, 2022-2023)
  - Copa Argentina: 7 (2015-2019, 2022-2023)
  - Copa de Oro: 5 (2019, 2021-2024)
  - Mejor resultado: 1.º (10 veces)

## Palmarés
| Torneos nacionales (18)                    | Torneos nacionales (18) | Torneos nacionales (18)                                                                          |
| Competición                                | Títulos | Subcampeonatos                                                                                   |
| ------------------------------------------ | --- | ------------------------------------------------------------------------------------------------ |
| Primera División de Argentina (13/10)      | 1992, 1993, Clausura 1997, Apertura 1998, Clausura 2003, Clausura 2011, Apertura 2012, Apertura 2013, Clausura 2013, Apertura 2014, Clausura 2014, Campeonato 2017, 2020 | 1991, 1994, 1995, 1996, Clausura 2000, Apertura 2001, Clausura 2001, 2016, Campeonato 2019, 2023 |
| Torneo Nacional de Futsal (5/2)            | 2012, 2013, 2014, 2015, 2017 (Récord) | 2009, 2010                                                                                       |
| Liga Nacional de Futsal Argentina (0/4)    | | 2018, 2019, 2021, 2023                                                                           |
| Copas nacionales (10)                      | |                                                                                                  |
| Competición                                | Títulos | Subcampeonatos                                                                                   |
| Copa Álvaro Castro (3/0)                   | 2011, 2013, 2014 (Récord) |                                                                                                  |
| Copa Benito Pujol (2/0)                    | 1993, 1998 |                                                                                                  |
| Supercopa de Futsal AFA (4/0)              | 2018, 2019, 2022, 2023 (Récord) |                                                                                                  |
| Copa Argentina de Futsal (0/2)             | | 2015, 2019                                                                                       |
| Copa de Oro de Primera División (1/1)      | 2022 | 2019                                                                                             |
| Torneos internacionales (0)                | |                                                                                                  |
| Competición                                | Títulos | Subcampeonatos                                                                                   |
| Copa Libertadores de fútbol sala (0/1)     | | 2014                                                                                             |
| Copa Intercontinental de Fútbol Sala (0/1) | | 2019                                                                                             |